# 小林忠夫
小林 忠夫（こばやし ただお、1947年 - 1998年）は、日本の造園家。ランドスケープアーキテクト。竹中工務店設計部で活動し、数多くの作品を残した。

## 略歴
- 1969年、東京農業大学旧農学部造園学科（現：地域環境科学部造園科学科）卒業
- 1969年 - 1971年、京都大学工学部建築学科上田篤研究室
- 1971年、竹中工務店入社

## 代表作
- 三井倉庫箱崎ビル（東京都中央区日本橋箱崎町、1989年）
- 明治生命東陽ビル（東京都江東区東陽、1989年）
- 明治生命青山パラシオ（東京都港区北青山、1989年）
- 大手町ファーストスクエア（東京都千代田区大手町、1998年）
- 大手町センタービル（東京都千代田区大手町、1988年）
- 竹中技術研究所（千葉県印西市大塚、1993年）
- 千駄ヶ谷インテス（東京都渋谷区千駄ヶ谷、1991年）
- MOA美術館茶室一白庵（静岡県熱海市伊豆山、1981年）
- 武蔵小杉タワープレイス（神奈川県川崎市中原区小杉町、1995年）
- 安田生命大阪アカデミア（大阪府大阪市住之江区、1997年）
- 鎌倉女子大学二階堂学舎（神奈川県鎌倉市二階堂、1995年）
- 竹風堂松代店池田満寿夫美術館（長野県長野市松代町松代、1996年）
- 日本ベクトン・ディッキンソン福島工場（福島県福島市土船、1987年）
- S11幕張ビル（千葉県千葉市美浜区、1993年）
- 仙台第一生命タワー（宮城県仙台市青葉区国分町、1985年）
- 瀧定本社（愛知県名古屋市中区錦、1992年）
- 熱海後楽園ホテルタワー館（静岡県熱海市和田浜南町、1996年）
- 開運堂松風庵（長野県松本市開智、1986年）
- ホテルスプリングス幕張（千葉県千葉市美浜区ひび野、1992年）
- ホテルスプリングス幕張別館（千葉県千葉市美浜区ひび野、1995年）

## 寄稿
- 緑‐人間・建築・都市とのふれあい シーホークホテル＆リゾート 楽園としてのアトリウム・ジャングル（『公共建築』1996年7月号巻38号:ISSN 0386-2232）
- パラダイム・シフトへの道標 第9回建築環境デザインコンペティション 建築と設備のトータルな調和を求めて 最優秀賞受賞「FARM＋STATION」（『ゆか』1997年1月号40号）

## 参考
- ランドスケープデザインとそのディテール、竹中工務店設計部 編著、彰国社 ISBN：4-395-00704-X. 2001年